# Joanna Wos
Joanna Woś (Kielce, Polonia), es una soprano de ópera polaca.

## Trayectoria
Woś tiene una voz de entonación sonora con un rango muy amplio (que varía libremente alto F6)
Licenciada en la  Academia de Música en Łódź. Apodada como la "La Reina italiana del Bel Canto" por críticos y audiencia.
Ha sido galardonada en prestigiosos concursos vocales en Polonia, ganadora del 1.er premio en el Concurso Internacional Vocal de Bilbao,  obtuvo el premio de la crítica de la música de las Máscaras Doradas. Hizo su debut en la etapa del Teatro Magnífico en Łódź con la ópera de Gaetano Donizetti de Lucia de Lammermoor. Woś ha actuado con la Ópera Nacional polaca, el Cracow Ópera, el Teatro Magnífico en Poznań, el Nacional Philharmonic y el Cracow Philharmonic. Ha aparecido como estrella invitada en el Alte Oper Fráncfort, Deutsche Oper Berlín, el Auditorio en Roma, el Galina Vishnevskaya Centro de Ópera en Moscú, la Ópera Nacional en Vilna, la Ópera Nacional en Zagreb, la Sala de Festival Real con Orquesta de Sinfonía del Londres y en otra ópera y etapas de concierto en Europa, EE. UU. y Rusia.
En abril de 2010 grabó para la BBC, la 3.a Sinfonía de Henryk M. Gorecki con la Orquesta sinfónica de Londres conducida por Marin Alsop en el Royal Festival Hall en Londres. En 2013 escenificó en el Teatro Magnífico en Lodz especialmente para su Donizetti en “Anna Bolena”.

## Actuaciones
- La Flauta Mágica como La Reina de la Noche
- Lucia di Lammermoor como Lucia
- Rigoletto como Gilda
- Maria Stuarda cuando Maria Stuarda
- La traviata como Violetta
- Don Giovanni como Donna Anna
- I Puritani como Elvira
- Don Pasquale como  Norina
- El Barbero de Sevilla cuando Rosina
- Lucrezia Borgia cuando Lucrezia Borgia
- Anna Bolena cuando Anna Bolena
- Orfeo ed Euridice como Eurídice
- La rondine como Magda
- Così Seguidor tutte como Fiordiligi
- Los Cuentos de Hoffmann como Olympia
- Un ballo En maschera como Oscar
- Le Nozze di Figaro como Rosina
- I Capuleti e i Montecchi cuando Giulietta
- Falstaff como Nannetta
- El Dorado Cockerel como Reina de Shemakha
- Vida con un Idiota como esposa
- El Mordaz Manor  como Hanna
- L'elisir d'amore como Adina
- La Bohème como Musetta
- La voix humaine como Ella

## Conciertos
Stabat Mater - (K. Szymanowski; G.Rossini; G. Pergolesi), Messe Solennelle - Ch.Gounod, Réquiem - (G. Fauré; G. Rossini), Exultate Jubilate - W.Mozart, Carmina Burana - C.Orff.

## Discografía
- 2016: Ópera Arias - Poniatowski CD
- 2016: Joanna Woś śpiewa/canta CD
- 2016: Hearkening al universo CD